# Club Deportivo Cobresol FBC
Club Deportivo Cobresol FBC é uma agremiação esportiva peruana, com sede na cidade de Moquegua. Atualmente disputa a Segunda Divisão nacional. O nome "Cobresol" foi escolhido pelo fato da região onde o clube está sediado é grande produtora de cobre e de o sol brilhar durante todo o ano.
Sedia as partidas como mandante no Estádio 25 de Noviembre, em Moquegua, cuja capacidade é de 21 mil lugares.

## História
Fundado em 5 de fevereiro de 2008, começou disputando o campeonato de futebol da Liga Departamental de Moquegua. Pouco depois, ascendeu à Segunda Divisão após ter ficado em quarto lugar na Copa Peru.
Viveu seu grande momento em 2010, ao conquistar a Segunda Divisão e consequentemente o acesso para a Divisão superior, onde permaneceu por duas temporadas. Em 2012, o Cobresol ficou em décimo-sexto lugar, posição essa que confirmou o rebaiixamento dos Dorados à Divisão de Acesso.

## Uniformes
- Uniforme titular: Camisa bege com listras pretas, calção preto com listras beges e meias beges com anéis pretos na parte superior;
- Uniforme reserva: Camisa preta com detalhes beges, calção preto preto com listras beges e meias pretas com anéis beges na parte superior.

## Títulos

### Nacionais
- Segunda Divisão: 1 vez (2010).